# گمینا

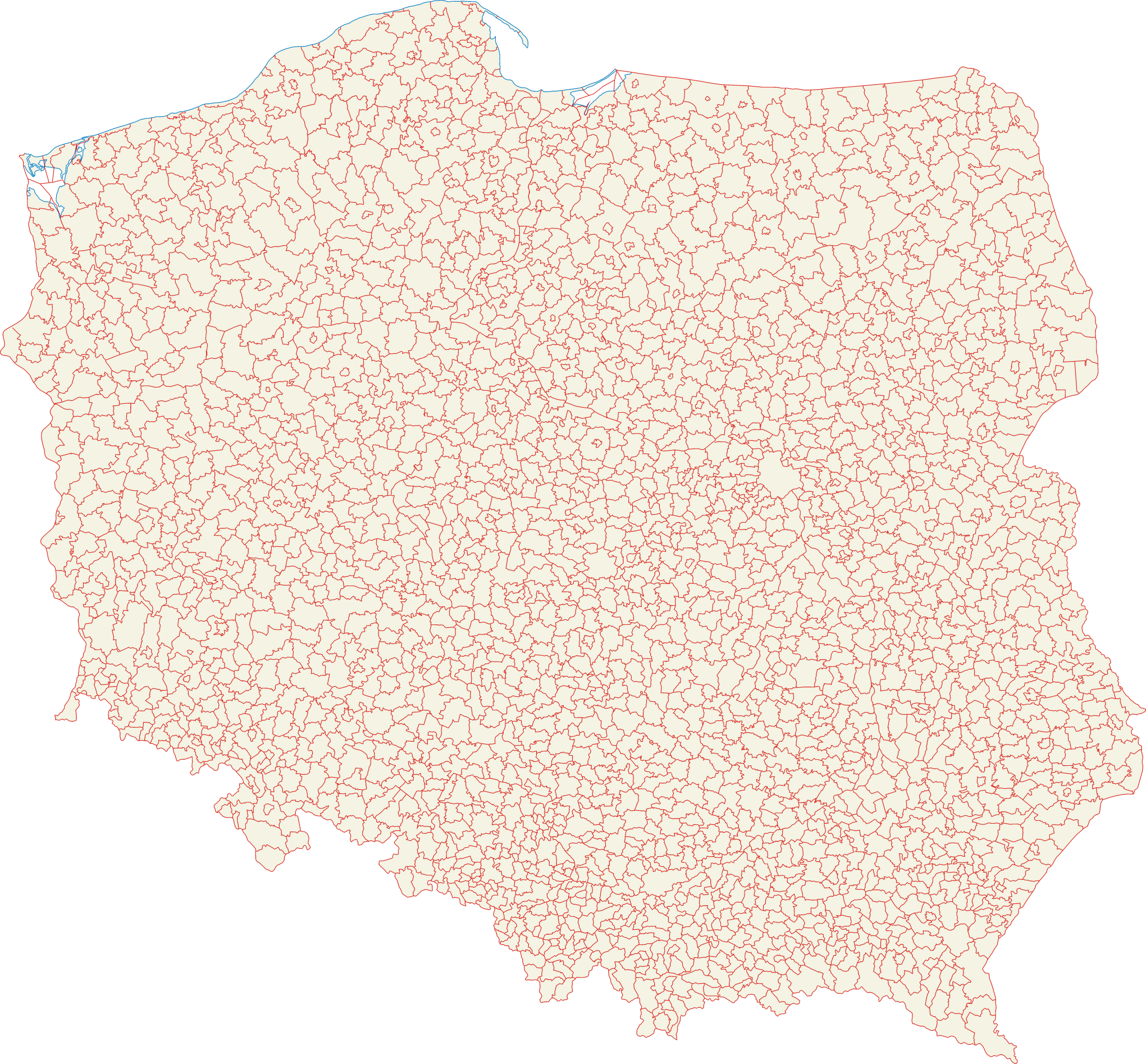
تقسیم یندی لهستان به گمیناهایش

گمینا (به زبان لهستانی: gmina با تلفظ [ˈɡmina]) واحد اصلی تقسیم‌بندی اداری کشور لهستان در پایین‌ترین سطح است. گاه به «کمون» و شهرداری نیز ترجمه می‌شود. در سال ۲۰۱۰، ۲۴۵۹ گمینا در لهستان وجود داشت. واژه گمینا از Gemeinde در زبان آلمانی به معنای «اجتماع» می‌آید.
سه نوع گمینا در لهستان وجود دارد:
- گمینای شهری ((به لهستانی: gmina miejska)) متشکل از تنها یک شهر
- گمینای شهری-روستایی ((به لهستانی: gmina miejsko-wiejska)) متشکل از یک شهر و روستاهای اطرافش
- گمینای روستایی ((به لهستانی: gmina wiejska)) متشکل از روستاها و حومه